# Jacques-Émile Blanche
Jacques-Émile Blanche (París (Dte.16), 1 de febrer de 1861 - Offranville, Alta Normandia, 30 de setembre de 1942) va ser un pintor, gravador i escriptor francès.

Va gaudir d'una excel·lent educació cosmopolita, creixent a Passy, a una casa que en el passat va pertànyer a la princesa de Lamballe, que encara conservava l'atmosfera del refinament i l'elegància del segle xviii i va influir en el seu gust i obra. Encara que va rebre alguna formació pictòrica d'Henri Gervex, pot ser considerat autodidacte. Va adquirir gran reputació com a pintor de retrats; el seu art deriva de fonts angleses i franceses, és refinat, de vegades molt elegant, però ple de caràcter. Entre les seves obres principals estan els retrats del seu pare, de Marcel Proust, del poeta Pierre Louÿs la família Thaulow, Aubrey Beardsley i Yvette Guilbert.
A la següent etapa de la seva carrera es va limitar l'espontaneïtat impressionista, continuant una tècnica personal, pseudopuntillista, amb gran efecte, especialment l'utilitzat al retrat d'una única figura. També va ampliar la gamma de colors càlids com es mostra al retrat de l'escritor Paul Adam. Entre els seus molts models va tenir Maria de Heredia, filla del poeta francès José María de Heredia.
Freqüentava el saló de Geneviève Bizet, esposa de Georges Bizet, esdevinguda posteriorment Madame Straus, en casar-se amb Émile Straus, ben conegut del tot París literari i artístic (Edgar Degas, Marcel Proust, Georges de Porto-Riche, Paul Bourget, etc.).
Va ser elegit membre de l'Académie des Beaux-Arts de l'Institut de France l'any 1935.

## Obres
Jane Roberts va establir el 1987 el catàleg raonat de l'obra de Jacques-Émile Blanche, primera monografia dedicada a l'artista.

### Pintures
- Estudi per un retrat de Raymond Radiguet,[5] Museu de Belles Arts de Rouen
- Retrat d'André Gide (1912), Museu de Belles Arts de Rouen
- Jean Cocteau en peu a Offranville (1912), Museu de Belles Arts de Rouen
- El Grup dels Sis (1922), Museu de Belles Arts de Rouen[6]
- Retrat de Paul Morand , museu de les belles arts de Rouen
- Retrat de René Crevel , París, museu Carnavalet
- Retrat de Mary Cassatt , París, museu Carnavalet
- Retrat de Marcel Proust  (1892), París, Museu d'Orsay[7]
- Ígor Stravinski (1915), París, Cité de la musique[8]
- Retrat de Pierre Louÿs  (1893), col·lecció privada[9]

Obres de Jacques-Émile Blanche
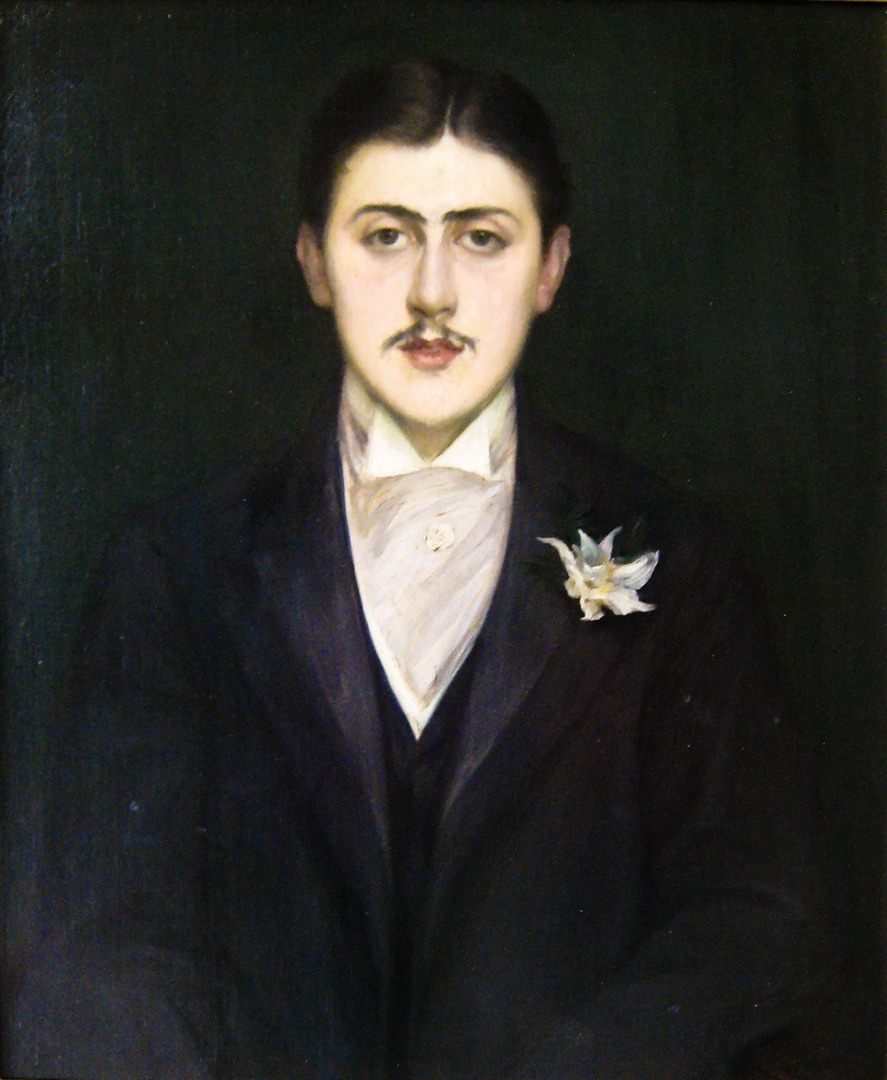
Retrat de Marcel Proust (1892), París, Museu d'Orsay.
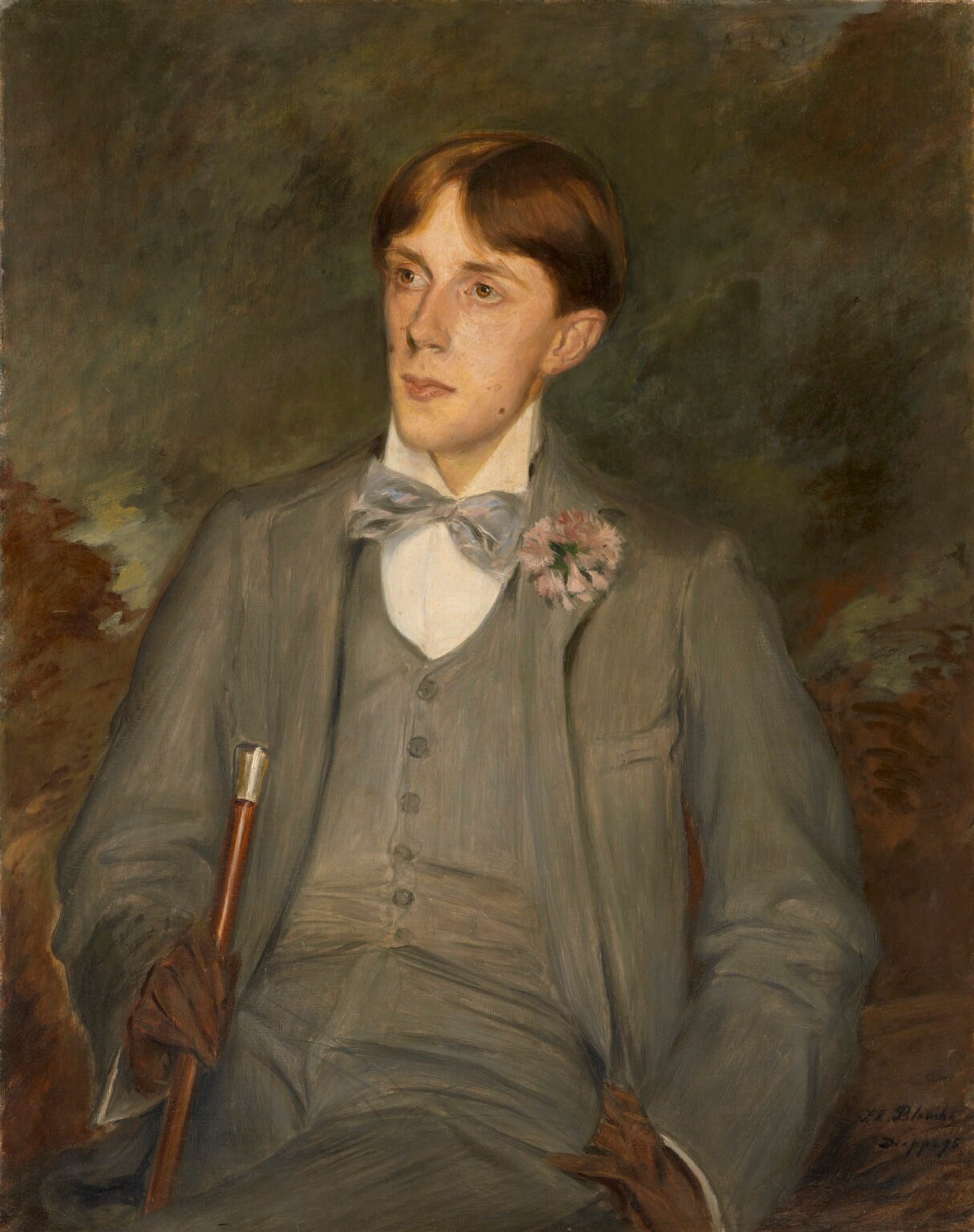
Aubrey Beardsley (1895), Londres, National Portrait Gallery.
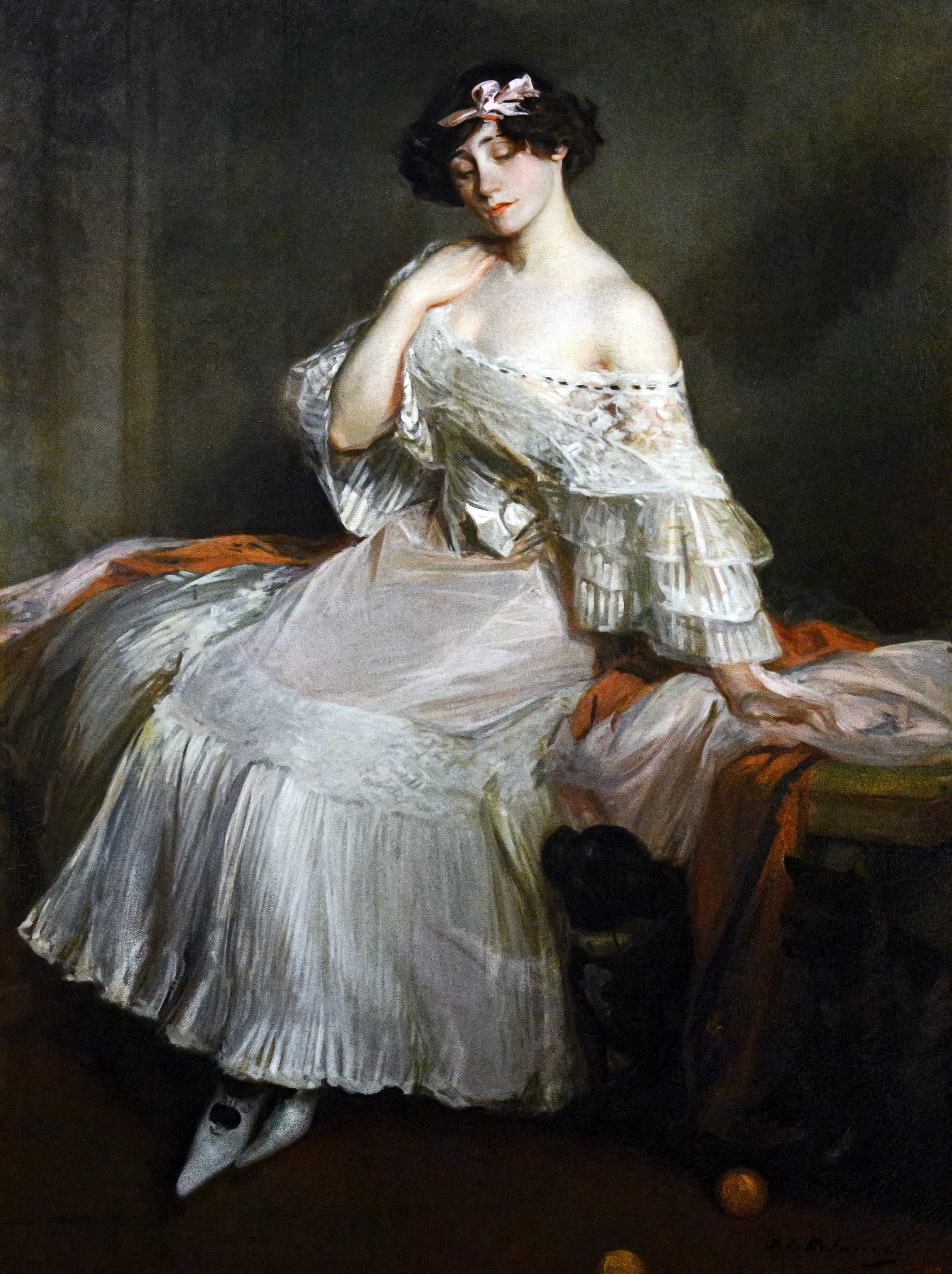
Portrait de la romancière Colette,1905 - Museu Nacional d'Art de Catalunya
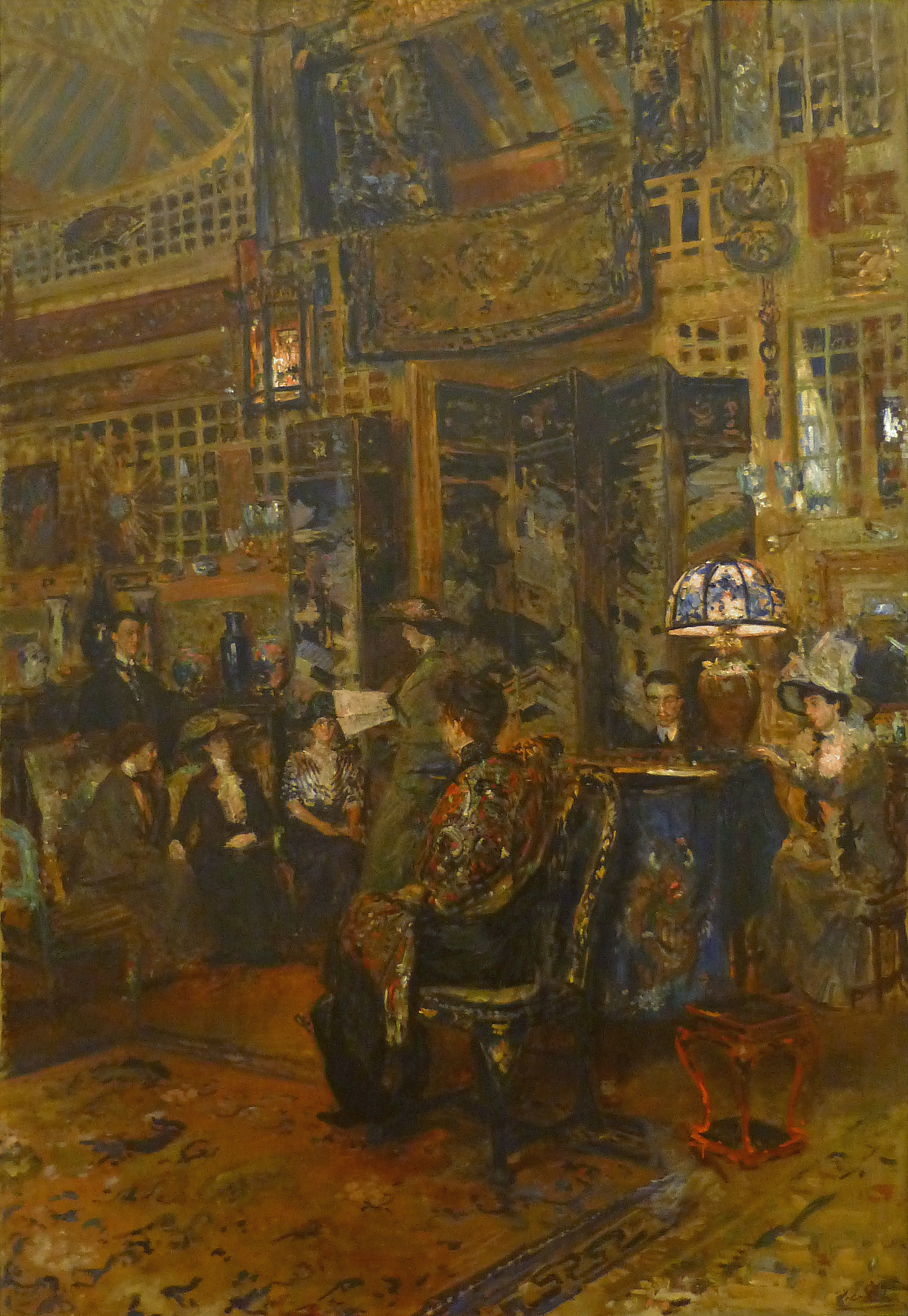
Le Concert (vers 1912), Museu d'art modern i contemporani (Strasbourg).
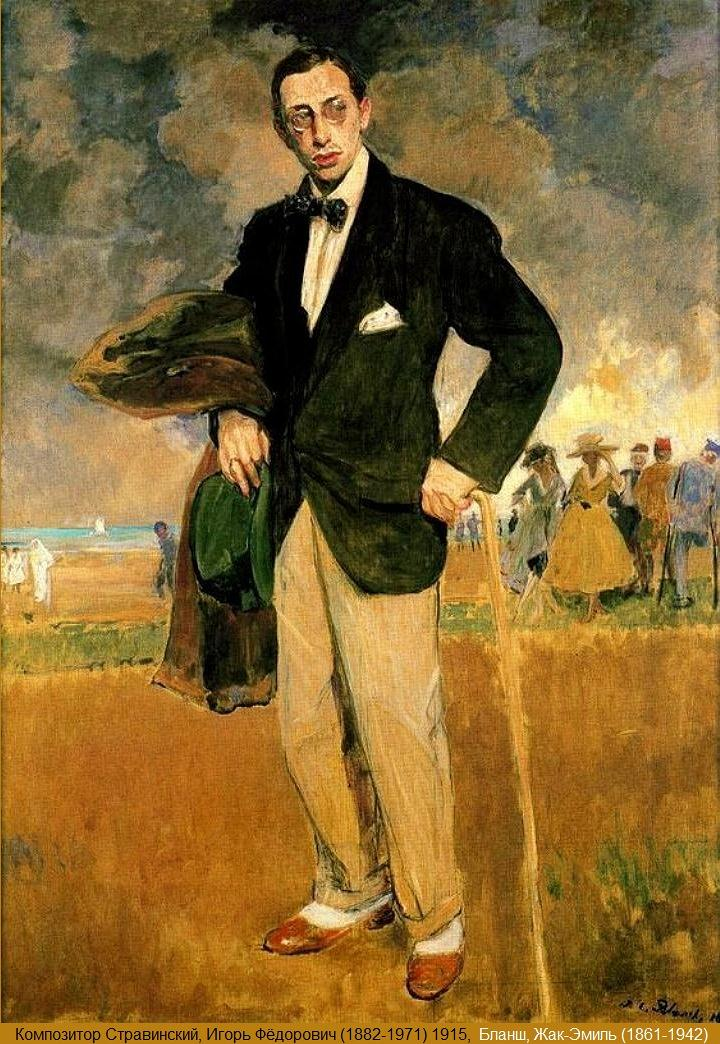
Igor Stravinsky (1915), París.
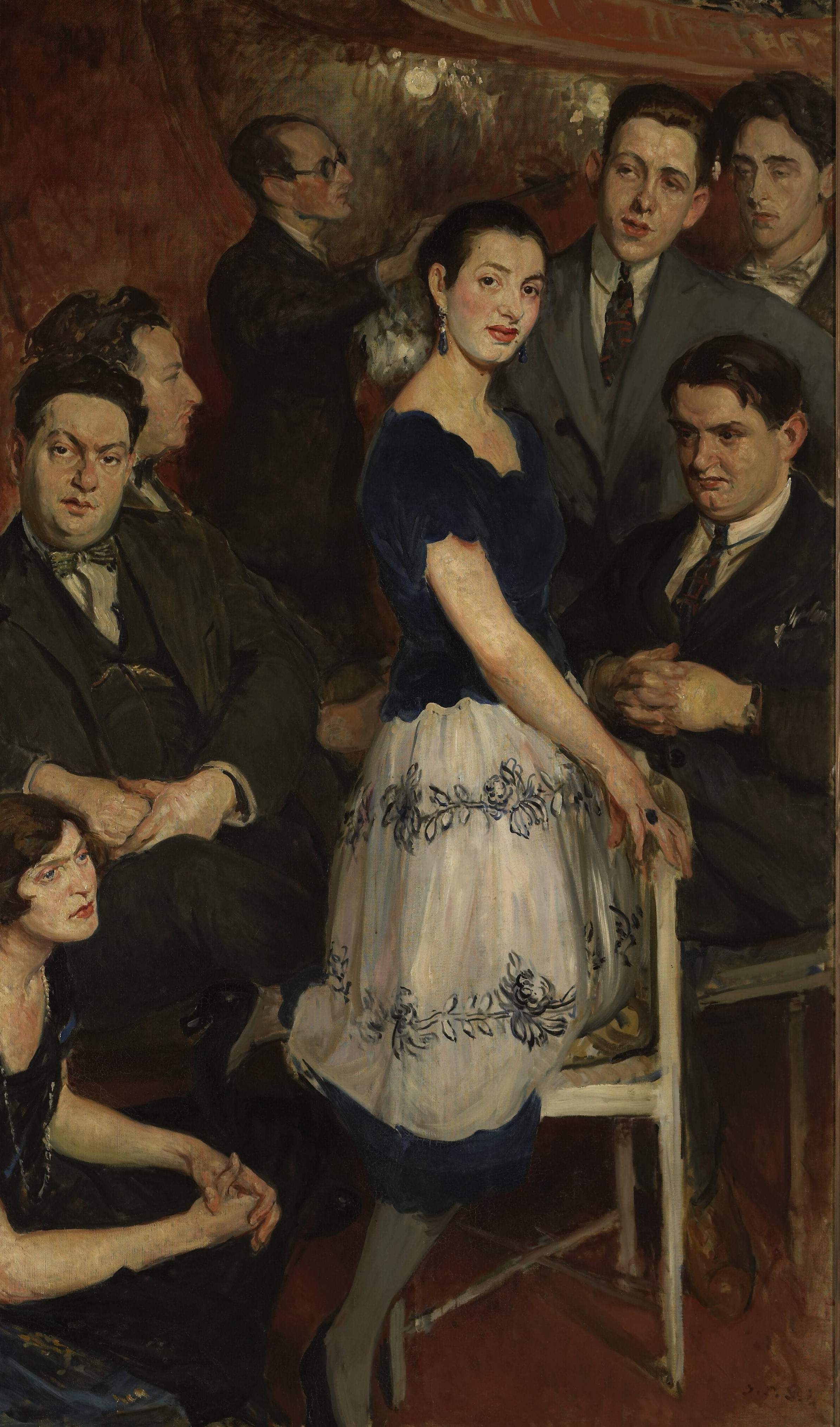
Le Groupe des Six (1922), Museu de Belles Arts de Rouen.

## Exposicions
- Biennal de Venècia, 1912 : cartells decoratius per al Pavelló Francès
- «Del costat d'en Jacques-Émile Blanche. Un saló a la Belle Époque», del 10 d'octubre de 2012 al 27 de gener de 2013, París, Fundació Pierre Bergé - Yves Saint-Laurent.
- «Jacques-Émile Blanche a Normandia Cinquanta anys de trobades artístiques» del 25 de maig de 2013 al 13 d'octubre de 2013, castell de Dieppe